# 88270 Alanhoward
88270 Alanhoward este o planetă minoră (asteroid) din centura de asteroizi. A fost descoperită pe 24 mai 2001 la Observatorio de Cerro Tololo⁠(d) de Marc Buie⁠(d). 
Obiectul prezintă o orbită caracterizată de o semiaxă mare de 2,5284962337857 UAi, o excentricitate de 0,046820323070894, o înclinație de 6,142673652676 ° în raport cu ecliptica.